# Uvaroviella reticulata
Uvaroviella reticulata är en insektsart som först beskrevs av Lucien Chopard 1956.  Uvaroviella reticulata ingår i släktet Uvaroviella och familjen syrsor. Inga underarter finns listade i Catalogue of Life.